# 鶯歌區
24°57′21″N 121°21′18″E / 24.955707°N 121.3548809°E
鶯歌區，舊稱「鶯歌石」，前身「鶯歌鎮」，位於臺灣新北市西部，北毗桃園市龜山區，西鄰桃園市桃園區、八德區、大溪區，東鄰樹林區，南接三峽區。境內盛產窯土，陶瓷製造工業較為發達。由於全境與新北市鬧區有丘陵阻隔，且因西側緊鄰桃園區，故被劃入桃園中壢都會區的一部分。

## 歷史

### 沿革
相傳在1684年時，鶯歌區當地已有客家籍移民入墾，植茶為農。日治時期編纂的《桃園廳志》則記載：相傳1685年泉州人陳瑜從南部招佃，入墾其南方的南靖厝庄，後因閩粵械鬥離去。其後，又有許丁等人入墾植茶。
日治時期1920年設置鶯歌庄，隸屬台北州海山郡，1940年升格為鶯歌街。鶯歌街（或鶯歌庄）雖以鶯歌為名，但街役場（或庄役場）設於彭福大字下的樹林小字。戰後，1946年改制隸屬於臺北縣海山區鶯歌鎮（當時鎮公所設於樹林），同年8月1日，鶯歌鎮與樹林鎮分治。1947年撤銷海山區由台北縣直轄，2010年五都升格，隨著台北縣改制為新北市而改稱鶯歌區。新北市改制時，各區區長多由原任鄉鎮市長續任，然而鶯歌因為末代鎮長蘇有仁當選市議員而成為例外。
過去，鶯歌因境內盛產窯土而擁有發達的陶瓷工業。

## 地理

### 位置
鶯歌區位於新北市西隅，臺北盆地西南角，東南方有大漢溪流經，北邊則有龜崙嶺丘陵。東北側與樹林區接壤，東南側與三峽區為鄰，西與桃園市桃園區、八德區、大溪區相毗，北鄰桃園市龜山區，全區地理中心位置的經緯度約在東經121°20度，北緯24°57度:154。行政區域面積為21.1248平方公里，約佔新北市總面積的1.03%:155。

### 地形
鶯歌區海拔高度約在400公尺以下，平地面積僅佔三分之一，整體地勢北高南低，並可分為四個地形區，一為東北部的山子腳山塊丘陵區，一為北部的林口台地區，一為西部的桃園台地區，一為東南部的大漢溪階地河階區:158－160。

### 水文
鶯歌區境內的主要河川有大漢溪及其支流鶯歌溪，另有南崁溪上游支流流經鶯歌區與桃園市桃園區的交界處:160。

### 氣候
鶯歌區氣候屬於副熱帶濕潤氣候，全年有雨:167、169。年均溫約為攝氏22.4度，各月均溫皆介於攝氏15至29度之間，最熱月份為7月的攝氏28.9度，最冷月份為1月的攝氏15.4度:165－166。年平均降雨量約為2,250毫米，並主要集中於夏季，各月平均降雨量介於87至295毫米之間，雨量最多為6月的294.7毫米，最少為11月的87.1毫米:167－168。夏秋兩季（5月至9月）由於梅雨、颱風雨以及對流雷雨的關係，各月平均降雨量皆超過200毫米；冬季雖有東北季風帶入北臺灣豐沛水氣，但由於鶯歌區地處盆地西南隅，受到周圍的丘陵地形阻擋，故降雨量相對較少:168。

### 人口
根據新北市政府民政局統計，2024年底鶯歌區戶數約3.5萬戶，人口約8.9萬人，區內人口最多與最少的里分別是尖山里與東湖里，2024年底兩里人口分別為10,193人與270人。
1950年代，鶯歌區人口性別概況為男性人數少於女性人數，即其性別比低於100。直至1959年男性人數高於女性人數後，鶯歌區的性別比逐年上升，並在1971年達到107.41的巔峰值，此後復開始下降:230。

## 政治

### 歷任首長
民選鶯歌鎮鎮長
- 許吉（第一屆）
- 許吉（第二屆）
- 陳國治（第三屆）
- 陳國治（第四屆）
- 李提甲（第五屆）
- 許喜（第六屆過世）
- 陳鑾生（第六屆重選）
- 陳鑾生（第七屆）
- 陳碧松（第八屆）
- 陳碧松（第九屆）
- 詹清火（第十屆）
- 詹清火（第十一屆）
- 許元和（第十二屆）
- 許元和（第十三屆）
- 蘇有仁（第十四屆）
- 蘇有仁（第十五屆）：2006年9月在台北看守所宣誓就職[6]。

官派鶯歌區區長
| 任次 | 姓名   | 就任日期       | 卸任日期       | 備註 |
| ---- | ------ | -------------- | -------------- | ---- |
| 1    | 洪見文 | 2010年12月25日 | 2014年12月24日 |      |
| 2    | 胡合鎔 | 2014年12月25日 | 2017年8月14日  |      |
| 3    | 周晉平 | 2017年8月15日  | 2020年6月9日   |      |
| 4    | 施明慧 | 2020年6月10日  | 2023年1月31日  |      |
| 5    | 鍾耀磊 | 2023年1月31日  | 2024年7月16日  |      |
| 6    | 曾明華 | 2024年7月16日  | 現任           |      |

### 區政組織

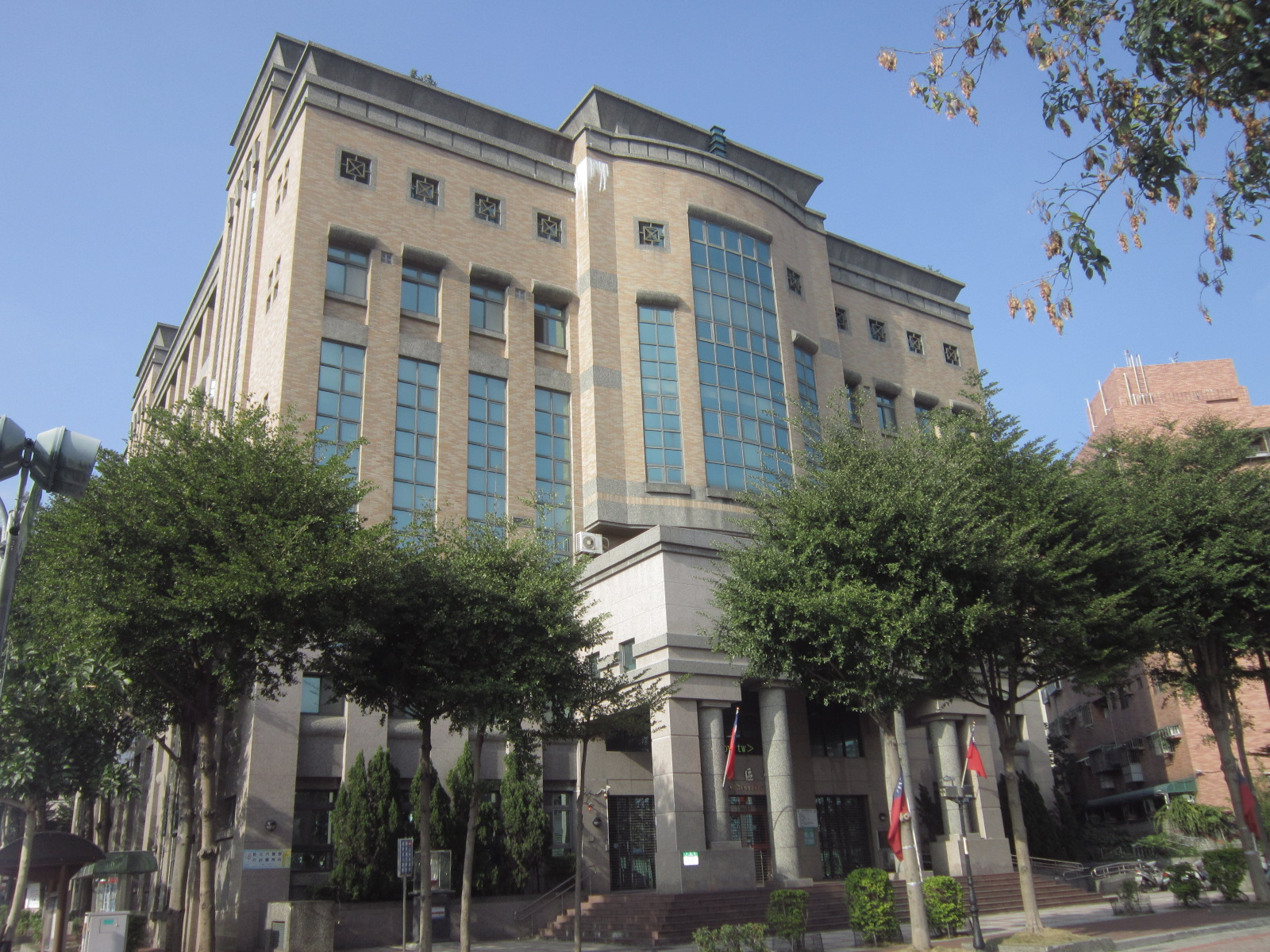
鶯歌區行政大樓

鶯歌區公所是新北市政府在鶯歌區的派出機關，在中華民國政府架構中為市政府綜理區政的執行機關，上級業務監督機關為新北市政府。区长由市長任命，其任期為無任期保障。在區長及主任秘書之下，設有4課4室等8個內部單位。

### 其他政府與民間機構
- 鶯歌區戶政事務所
- 鶯歌區衛生所
- 鶯歌區農會
- 鶯歌郵局

### 行政區
現今鶯歌區行政範圍的確立，來自於1946年8月1日，將原屬鶯歌鎮的樹林、柑園等地劃出樹林鎮。調整後，全鎮轄有東鶯里、西鶯里、南鶯里、北鶯里、中鶯里、建德里、南靖里、同慶里、尖山里、二橋里、二甲里、東湖里、中湖里、鳳鳴里等14個里。1947年1月，裁撤海山區，鶯歌鎮改直隸於臺北縣:257。2010年12月25日，臺北縣改制為直轄市，鶯歌鎮改制為市轄區「鶯歌區」，隸屬新北市。
鶯歌區共轄20里434鄰，其行政區域分布情形為:156：
| 次分區 | 里名   | 里名   | 里名   | 里名   | 里名   | 里名   | 里名   | 里名   |
| ------ | ------ | ------ | ------ | ------ | ------ | ------ | ------ | ------ |
| 北區   | 建德里 | 東湖   | 中湖   | 大湖   |        |        |        |        |
| 西北區 | 鳳鳴里 | 鳳祥里 | 鳳福里 | 永吉里 |        |        |        |        |
| 中心區 | 中鶯里 | 北鶯里 | 同慶里 | 建國里 | 南鶯里 | 永昌里 | 西鶯里 | 東鶯里 |
| 南區   | 二甲里 | 二橋里 | 尖山里 | 南靖里 |        |        |        |        |

### 警政消防
鶯歌區的警政治安係由新北市政府警察局三峽分局管轄，區內設有三峽分局交通分隊、鶯歌分駐所、鳳鳴派出所、湖山派出所、二橋派出所等警政單位。消防事宜則由新北市政府消防局第五大隊負責，區內設有鶯歌分隊。

## 產業

### 農業
茶葉種植及製作。
2022年鶯歌稻米產量為185.92公噸，為新北市內稻米產量最高的行政區。

### 陶瓷產業
曾為當地主力產業之一，現多已轉向觀光化發展
鶯歌陶瓷現代化成現代官窯。

### 礦業
曾設有互益煤礦及海山煤礦等公司於當地開採煤礦。

### 零售業
- 全聯福利中心鶯歌建國店、鶯歌尖山店、鶯歌鶯桃店
- 美廉社鶯歌中山店、鶯歌國慶店、鶯歌大湖店、鶯歌鶯桃店
- 屈臣氏鶯歌門市
- 大湖路OK超商門市[15]

### 餐飲業
- 麥當勞、肯德基、星巴克
- 鶯歌龍鳳夜市

## 文化特色

### 陶瓷工藝

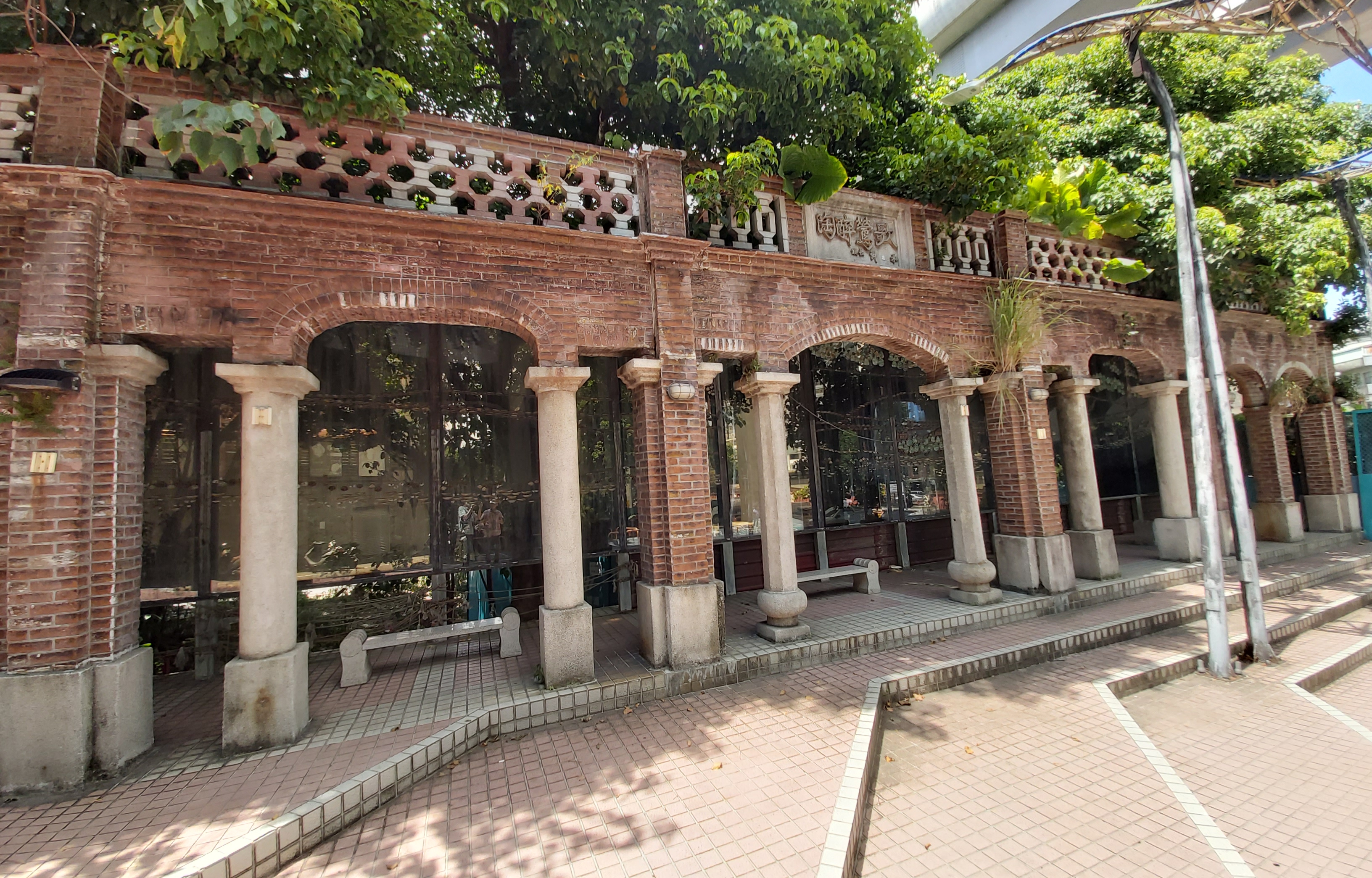
鶯歌老街附近模仿鶯歌成發居造型修建的「陶醉鶯歌」拱廊

鶯歌區最著名的特產即是陶瓷工藝。相傳清治嘉慶年間吳岸、吳糖、吳曾等人來此，發現鄰近的尖山地區盛產黏土，遂於此設窯製陶。清治與日本統治時代當地居民所從事的行業以農業為主、陶瓷業為輔。二戰後，陶瓷業漸能與農業分庭抗禮；近一、二十年間陶瓷業已取代農業成為當地標誌，以盛產各類陶器著名。
約兩百餘年前，當時鶯歌為全台灣最大的陶瓷藝品輸出地，如今，鶯歌的陶瓷藝品更是聞名全球，該鎮更有「台灣的景德鎮」之稱。現今鎮內的陶瓷相關產業工廠及店家已超過千餘家、大小商店近2,300餘家，其中工廠有80%以上為陶瓷製造業，所生產的產品有屬於建築用的琉璃瓦、地磚、壁磚、衛浴設備等，亦有裝飾或日常用品的藝術花瓶、仿古花瓶，茶壺、家庭器皿、兒童玩具、裝飾品，以及工業用的精密陶瓷等；陶瓷老街也是台北縣騎警隊勤務地點之一（其他地點分別為淡水漁人碼頭、八里左岸公園和板橋新板特區）。鶯歌並設有新北市立鶯歌陶瓷博物館及國內首座以陶瓷為主題的陶瓷公園，另外新北市美術館設於鶯歌三鶯新生地。

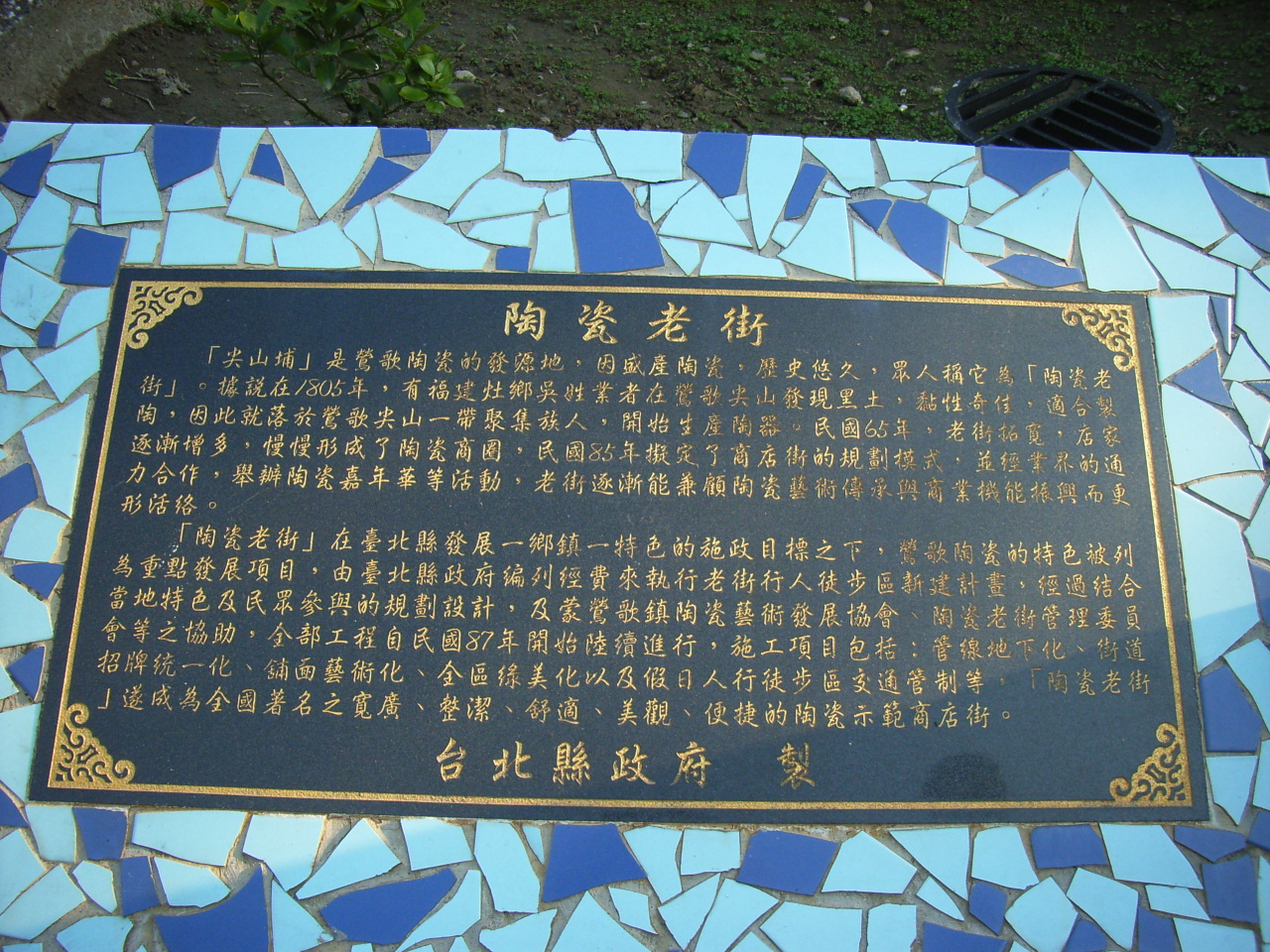
陶瓷老街的歷史簡介
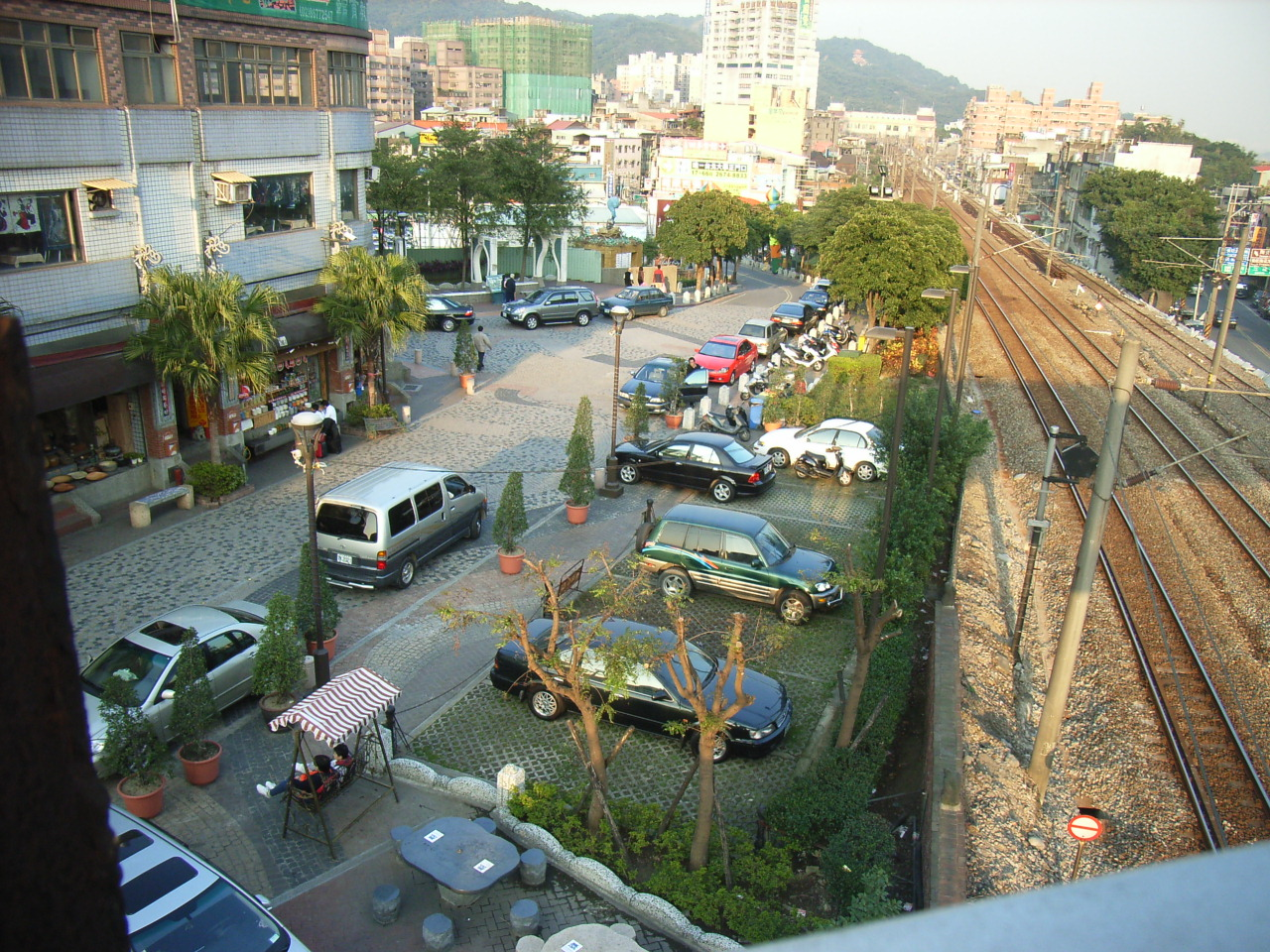
陶瓷老街旁的停車場及火車路
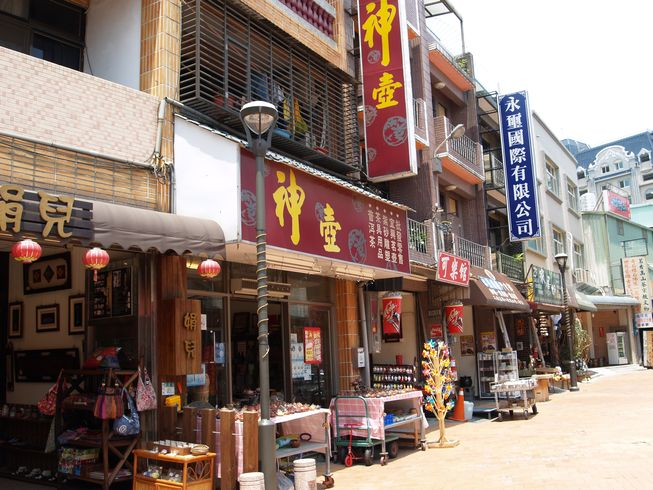
陶瓷老街

### 宗教

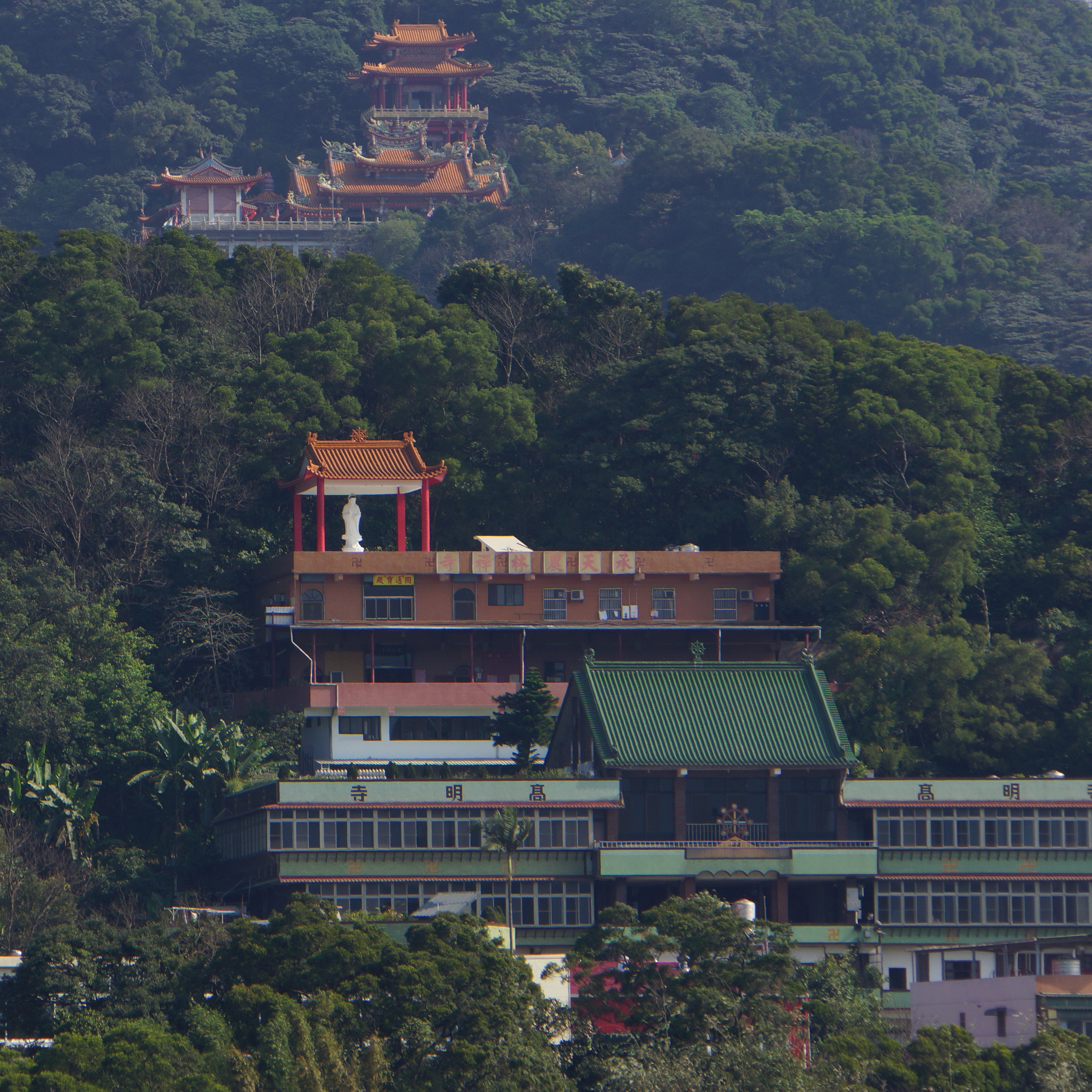
牛灶坑山由上而下，分別為鶯歌碧龍宮、承天農林禪寺和鶯歌高明寺

新北市鶯歌區目前擁有76間土地公廟，早期的先民來鶯歌開墾，多是以務農為生，而土地公是掌管土地之神，因此，鶯歌到處可見到土地公廟，土地公也就成為鶯歌居民的信仰中心。
- 鶯歌福德宮（鶯歌歷史最悠久的土地公廟）
- 鶯歌碧龍宮（龜公廟）
- 鶯歌宏德宮（孫臏廟）
- 鶯歌靈芝慈惠堂（瑤池金母大天尊）
- 鶯歌玄儒慈惠堂（瑤池金母大天尊）
- 鶯歌玄弘慈惠堂（瑤池金母大天尊）
- 鶯歌明堂慈惠堂（瑤池金母大天尊）
- 鶯歌王公廟
- 鶯歌福興宮（主祀福德正神）
- 承天農林禪寺
- 鶯歌高明寺
- 佛光山鶯歌禪淨中心
- 鶯歌慧覺唸佛堂 （三寶佛祖）

*鶯歌拿度公廟（拿督尊神）
- 鳳鳴福德宮

## 教育

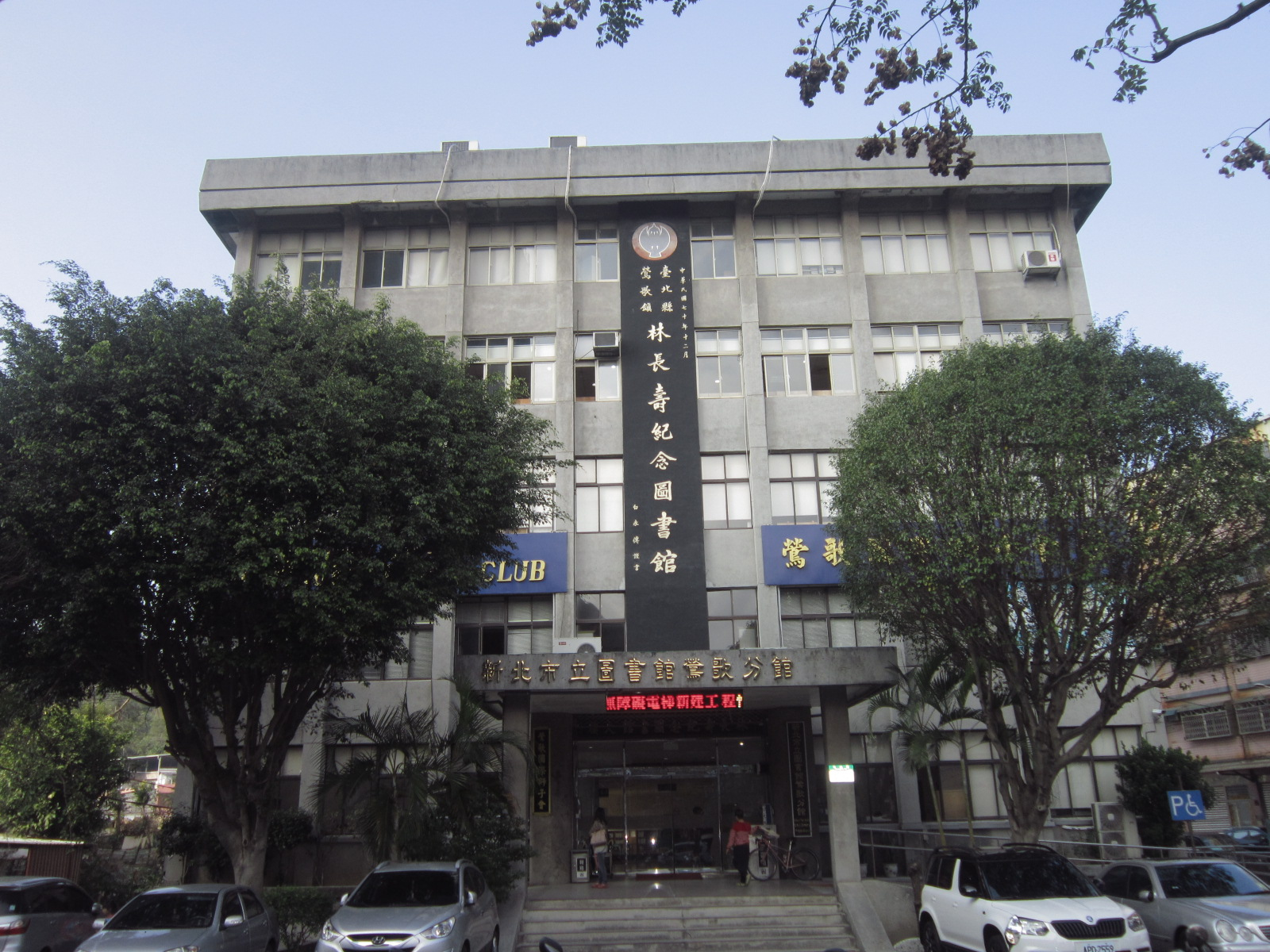
新北市立圖書館鶯歌分館

### 高級中等學校
- 新北市立鶯歌高級工商職業學校

### 國民中學
- 新北市立鶯歌國民中學
- 新北市立鳳鳴國民中學
- 新北市立尖山國民中學

### 國民小學
- 新北市鶯歌區鶯歌國民小學
- 新北市鶯歌區二橋國民小學
- 新北市鶯歌區永吉國民小學
- 新北市鶯歌區建國國民小學
- 新北市鶯歌區中湖國民小學
- 新北市鶯歌區昌福國民小學
- 新北市鶯歌區鳳鳴國民小學

### 圖書館
- 新北市立圖書館鶯歌分館
- 新北市立圖書館鶯歌二甲圖書閱覽室

## 交通

### 軌道運輸
臺灣鐵路公司
- 縱貫線：鶯歌車站 - 鳳鳴車站

新北捷運
- 三鶯線（興建中）：鶯歌站 - 陶瓷老街站 - 國華站 - 永吉公園站 - 鶯桃福德站

### 國道
- 福爾摩沙高速公路
  - 50A-C 三鶯三鶯交流道
  - 54 鶯歌系統鶯歌系統交流道
- 桃園環線
  - 18 大湳大湳交流道
  - 20 鶯歌系統鶯歌系統交流道

### 公路
- 市道110號：連結桃園市桃園區與新北市三峽區
  - 鶯桃路、尖山埔路、重慶街、國慶街、文化路
- 市道114號：連結新北市樹林區與桃園市八德區
  - 八德路、中正二路、文化路、中正一路
- 北82線：大湖路。
  - 北82-1線：大湖路→中湖路→東湖路。
- 北83線：中正二路→中正三路。
- 北84線：三鶯路。
- 北116線（原桃北10線）：大湖路→西湖街→中山路。

### 主要道路
- 中山路：從鶯歌中山高架橋起算，向西經由鶯桃路往桃園龜山方向，向東經由中正一路往樹林
- 中正一路、二路、三路：起於樹林焚化爐，向西來到鶯歌阿鴻當家社區，穿越火車鐵橋，與八德路（可前往八德、國防大學）、尖山路交會，經過鶯歌高職，中正三路的終點，便是大溪區，沿著大鶯路可往大溪。
- 鶯桃路：是鶯歌地區往來桃園區、八德區、龜山區重要的道路，也是鶯歌人口密集的道路之一。從鶯歌尖山埔路算起，途中與建國路、中山高架橋交會，沿路往西北方向，途中經過德昌街、鳳鳴國中（分別是三鶯線LB11與LB12站），最後可往桃園火車站，鶯桃路終點即為桃鶯路的起點。
- 建國路：為鶯歌火車站周邊最主要、最繁華的道路，約從阿鴻當家算起，經過鶯歌火車站後，分別與中正一路、國慶街、育英街交會，經過鶯歌公有市場、全聯福利中心、阿婆壽司、康是美、屈臣氏、陶瓷老街、鶯歌國小、鶯歌國中、鶯歌消防分隊。
- 光明路、永明街：為平行於建國路的一條清新宜人、適宜行走道路。光明路：東起國慶街，向西經過建國國小、台北國寶社區，終止於天生贏家社區，終點即為永明街起點。永明街：起於國華路與光明街交會，也就是鶯歌興龍黃昏市場（捷運三鶯線C2-國華路站預定地），向西經過金富貴社區、歡喜就好社區、名宸大地社區、東街日式料理（原東金火鍋）店、昌福國小，終止於與鶯桃路的交會。

### 客運
- 臺北客運
  - 702：三峽－鶯歌－樹林－板橋
  - 851：北大社區－陶瓷博物館－鶯歌火車站－鶯歌高職
  - 917：鶯歌建國國小－永寧捷運站，經北二高
  - 939副線：鶯歌火車站－臺北市政府，經北二高
  - 981：鳳鳴國中－鶯歌火車站－北大社區
  - 跳蛙公車：鶯歌火車站－松山機場
  - 跳蛙公車：鶯歌火車站－中正紀念堂
- 大南汽車
  - 731：三鶯轉運站－陶瓷博物館－鶯歌陶瓷老街－五福市場－鶯歌火車站
- 桃園客運
  - 265：桃園巨蛋－鶯歌火車站
  - 5101：鶯歌火車站－尖山國中－鶯歌高職－（經大鶯路）－中興國小－觀音寺－大溪公車總站
- 新北市免費社區巴士
  - F651 二橋建德線
  - F652 幸福巴士延伸線
  - F653 國際新城線
  - F655 長庚醫療線 經大湖
  - F656 鳳吉理想線
  - F657 長庚醫療線 經鳳吉
- 桃園市免費社區巴士（經鶯歌區邊界）
  - 八德區紅線(L113)、(L115)
  - 八德區藍線(L116)、(L117)

## 更多資訊
- 台語歌手黃克林以前有首台語老歌叫做「倒退嚕」，歌詞中的第一段「耶~拜請 拜請拜請 東海岸西海岸 北投西帽山 鶯歌出土炭 草山底勒出溫泉」歌詞中有提到鶯歌出產「土炭」。
- 福氣爚鶯歌-鶯歌地區土地公廟訪查實錄：為文史工作者呂江銘先生的著作，2016年12月出版，書籍內容詳細記載新北市鶯歌區76座土地公廟珍貴史料，為新北市鄉土教學教材提供更完整記錄鶯歌土地公廟之資料。
- 新北市鶯歌區建德里：有「選情章魚哥」之稱的里，每逢選舉，各家新聞媒體都會來採訪守候，此里以往的選舉結果，都和全國的選舉結果相近，因此又被稱為選舉的「新北章魚哥」。[17]以2012年總統大選為例，建德里開出三位候選人的得票率中，馬英九在建德里的得票率為51.61%；而馬英九在該屆大選的總得票率則為51.60%，兩者誤差只差0.01%。

## 外部連結
- 鶯歌區公所（页面存档备份，存于）
- 鶯歌區戶政事務所 （页面存档备份，存于）
- 鶯歌區衛生所 （页面存档备份，存于）